# Аннинское (Псковская область)
Аннинское — деревня в Себежском районе Псковской области России. Входит в состав сельского поселения Себежское.

## География
Расположена на западном прибрежье озера Малое Олбито (северная половина которого называется озером Аннинское), в 2 км к востоку от автодороги А117.

## История

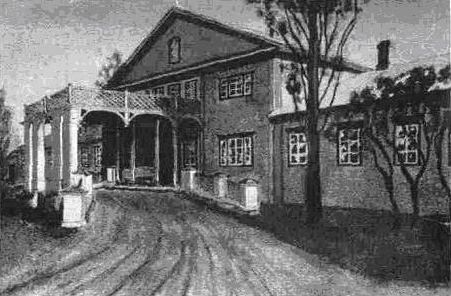
Имение Корсака, 1915 год

До конца XVIII века называлась Волино (пол. Wolino).
Населённый пункт с XVIII века являлся имением Бакуниных. После первого раздела Речи Посполитой в 1772 году территория окончательно отошла к России. В 1798 имение выкупил Троян Корсак; в честь его внучки Анелии место было переименовано в Аннинск. Имение принадлежало Корсакам до революции 1917 года.
Действовал кирпичный завод, несколько мастерских.
В начале 1847 года среди крестьян Себежского уезда пошёл слух о том, что за 3 года работ на строившейся тогда Николаевской железной дороге даруются особые льготы и освобождают от крепостной зависимости. 23 апреля начались крестьянские волнения: Осынские крестьяне семействами начали открыто покидать жилища, забирая скот и имущество, отправляясь по Невельской дороге. 29 апреля крестьяне почти поголовно вышли из Нища и Аннинска, всего более 350 душ. К 15 мая волнения были подавлены, большинство крестьян было возвращено; всего в волнениях участвовало около 2700 человек.
В 1930 годах в Аннинске действовал совхоз «Воля».
В годы Великой Отечественной войны в Аннинском стоял немецкий гарнизон, уничтоженный во время партизанского налёта. Большая часть построек также была уничтожена.
В 1995—2005 годах деревня входила в состав Осынской волости (ранее Осынского сельсовета), в 2005—2011 годах относилась к Долосчанской волости Себежского района.

## Население
В 1906 году в имении было 8 дворов, проживало 187 человек (100 мужчин, 87 женщин).
По данным переписи 2002 года численность населения деревни составила 21 житель.

## Достопримечательности
Сейчас на территории деревни находится объект культурного наследия регионального значения «усадебный парк имения Бакуниных». Объект заброшен, парк деградирует, от имения остались фрагменты двух каменных построек и несколько фундаментов.